# Interstate Department Stores
Interstate Department Stores, Inc. was een Amerikaanse holdingmaatschappij voor een keten van kleine warenhuizen, opgericht in Delaware in 1928.  Na een zeer snelle expansie als gevolg van de overname en uitbreiding van twee discountwinkelketens die in 1959 en 1960 waren overgenomen, en ook twee speelgoedwinkelketens die in 1967 en 1969 waren overgenomen, werd de firma in 1970 omgedoopt tot Interstate Stores, Inc. om haar activiteiten beter te weerspiegelen.  De toegenomen concurrentie en de veranderingen in het koopgedrag van de consument leidden uiteindelijk tot een daling van de omzet eind jaren zestig en begin jaren zeventig. Hierdoor moest het bedrijf in 1974 faillissement aanvragen. Nadat het bedrijf alle slecht presterende onderdelen had afgestoten, kon het in 1978 het faillissement verlaten met de volledige speelgoeddivisie intact, samen met een klein restant van de warenhuisdivisie. Nadat het bedrijf failliet was gegaan, werd de naam gewijzigd in Toys "R" Us.

## Geschiedenis
Interstate Department Stores werd op 14 februari 1928 in Delaware opgericht als houdstermaatschappij om 23 warenhuizen te exploiteren in de staten Illinois, Michigan, Indiana, New York, Ohio, Wisconsin, Kentucky en West Virginia. De eerste winkels ontstonden door samenvoeging van de panden van de warenhuizen Federman Department Stores en Stillman Department Stores. Tijdens dit proces behielden de individuele winkels hun eigen naam, en het lokale management en personeel. Leo G. Federman werd gekozen als de eerste voorzitter van het bedrijf. De oudste winkel was al 20 jaar in bedrijf. In augustus van dat jaar had Interstate vier extra winkels verworven of gebouwd en had het de Hill's Dry Goods Co. in Davenport, Iowa, en The Evansville Dry Goods Co. in Evansville, Indiana geopend. 
In oktober 1929 nam Interstate de Aurora Dry Goods Company uit Aurora, Illinois over en de Waukegan Dry Goods Co. uit Waukegan, Illinois.
Nadat Interstate in 1935 twee winkels had geopend, had het er 40. In 1952 had het bedrijf 47 warenhuizen. 
In 1958 had Interstate 48 winkels in vijftien staten, waar ze een assortiment tegen goedkope en gemiddelde prijzen verkochten.
In 1959 betrad Interstate de markt van de discountwarenhuizen door de overname van de in Los Angeles gevestigde keten White Front met twee winkels in april voor $ 1,6 miljoen en door de start van de nieuwe discountketen door de opening van een Family Fair-winkel in Toledo, Ohio, en Canton, Ohio, respectievelijk in augustus en oktober. In die tijd had Interstate 49 conventionele warenhuizen.
Een jaar later kocht Interstate de discountketen Topps Department Stores voor 4 miljoen dollar. In 1963 telde White Front 11 winkels. Interstate beheerde de discountketens en opende meer winkels.
De snelle groei van de Topps-keten in het oosten en het middenwesten had het ongewenste neveneffect dat veel van de conventionele warenhuizen binnen Interstate moesten sluiten toen er in dezelfde gemeenschap een nieuwe Topps-discountwinkel werd geopend.
Eind jaren 1960 diversifieerde Interstate haar bezittingen door de overname van de speelgoedwinkelketens Children's Supermart (Washington, DC) in 1967 en Children's Bargain Town (Chicago) in 1969. 
In 1968 waren er 60 Topps-winkels, 28 White Fronts-winkels, 32 warenhuizen en acht speelgoedsupermarkten. In 1970 stemden de aandeelhouders ervoor om de naam van het bedrijf te veranderen in Interstate Stores, Inc. om de activiteiten van dat moment beter te weerspiegelen, aangezien de inkomsten uit de conventionele warenhuizen een kleiner percentage van de totale inkomsten van het bedrijf vertegenwoordigden. 
In de jaren zeventig daalden de verkopen en Interstate sloot meerdere winkels. In 1974 probeerde Interstate de waren- en discountketens van McCrory Stores over te nemen, maar dat mislukte. Al snel vroeg Interstate faillissement aan.  Al snel sloten alle White Front-winkels hun deuren en de meeste werden omgebouwd tot Two Guys-winkels. De enige overgebleven succesvolle divisie, Toys "R" Us, werd de enige kernactiviteit van het bedrijf na het faillissement. In 1978 nam Charles Lazarus (oprichter van Toys "R" Us) het bedrijf over en werd de naam gewijzigd in Toys "R" Us Corporation. Het bedrijf werd in 2005 overgenomen door Vornado Realty Trust, de voormalige eigenaar van Two Guys.